# Ту Риверс (Аљаска)
Ту Риверс (енгл. Two Rivers) насељено је место без административног статуса у америчкој савезној држави Аљаска.

## Демографија
По попису из 2010. године број становника је 719, што је 237 (49,2%) становника више него 2000. године.
| Група             | 2000.       | 2010.       |
| Белци             | 422 (87,6%) | 602 (83,7%) |
| Афроамериканци    | 1 (0,2%)    | 1 (0,1%)    |
| Азијати           | 12 (2,5%)   | 7 (1,0%)    |
| Хиспаноамериканци | 6 (1,2%)    | 36 (5,0%)   |
| Укупно            | 482         | 719         |